# Gino Roncaglia
Gino Roncaglia (Modène, 7 mai 1883 – Modène, 27 novembre 1968) est un musicologue, compositeur et critique musical italien. 

## Biographie
Gino Roncaglia est le fils d'Alessandro Roncaglia, écrivain et musicien, capitaine des volontaires de la province de Modène, en 1848. Il est l'élève en composition de Leone Sinigaglia.
Diplômé en sciences naturelles en 1907, il est l'auteur de quelques publications dans ce domaine et commence jeune, sa collaboration à quelques journaux et magazines de musique. Parmi ses œuvres figurent des études sur Giuseppe Verdi, Gioachino Rossini, mais aussi sur l'école musicale de Modène, en particulier Orazio Vecchi. Parmi ses œuvres majeures : Il melodioso Settecento italiano [« Le siècle mélodique italien], L'ascensione creatrice di Giuseppe Verdi [« L'ascension créatrice de Giuseppe Verdi »] et deux livres de vulgarisation Invitation à la musique et une Invitation à l'opéra, qui ont connu une large diffusion et plusieurs éditions.
Il a collaboré à de nombreux périodiques de musique italiens de l'époque, notamment : Rivista Musicale Italiana, Cultura Musicale, Cronache Musicali, Il pianoforte, La Rassegna Musicale, La Scala, Musica d'oggi. Il est, avec Mario Pedrazzi, l'un des membres fondateurs, de l'Association des amis de la musique (Amici della Musica), à partir de 1918 jusqu'à nos jours et invité à Modène les plus grands interprètes et des artistes du monde entier. Il a reçu de nombreux prix et récompenses, notamment un prix de l'Academie d'Italie pour son livre L'ascensione creatrice di Giuseppe Verdi, en 1942, avec pour promoteurs l'historien Alessandro Luzio et le musicien Pietro Mascagni.
Il était membre actif de diverses institutions : Deputazione di storia patria pour l'ancienne province de Modène, membre de l'Académie nationale des sciences, des lettres et des arts de Modène, membre de l'Académie Luigi Cherubini de Florence ; membre du conseil d'administration de l'Académie musicale Chigiana pour la semaine musicale de Sienne. Il était ami et correspondant de plusieurs des plus grands musiciens et compositeurs de l'époque tels que, Giacomo Puccini et Pietro Mascagni.
Ses activités en tant que compositeur, étaient encore inconnues il y a quelques années. Il laisse des œuvres qui remontent, pour la plupart, à ses années de jeunesse : romance, sonates, concertos, symphonies, deux opéras et divers œuvres pour orchestre.

## Écrits (sélection)
- Appunti musicali. Milan, Pallestrini 1905.
- La rivoluzione musicale italiana – sec. XVII. Milan, Bolla 1928.
- Il melodioso Settecento italiano. Milan, Hoepli, 1935.
- L'ascensione creatrice di Giuseppe Verdi. Milan, Sansoni, 1940 (2e éd. augmentée, 1952) (OCLC 911772443)
- Rossini l'olimpico Milano, Bocca 1953 (2e éd.) (OCLC 252423181)
- Invito all'opera. Milan, Tarantola 1954 (2e éd.).
- La Cappella musicale del Duomo di Modena, Florence, Olschki 1957.
- Invito alla musica. Milan, Tarantola 1958 (4e éd.) (OCLC 889601625)